# バリ取り
バリ取り（バリとり、英: deburring, trimming）とは樹脂や金属の加工時に発生する不要な突起（バリ）を研磨し除去する作業のことである。

## 概要
バリとは、樹脂や金属の加工時に発生する不要な突起のことを指す。バリが残っていることで部品を正確に組み付けることができず、期待する性能を発揮しなかったり、脱落して誤作動の原因となることがある。そのため、多くの部品の設計図には「バリなきこと」と記載されており、バリを取り除く必要がある。このバリを取り除く作業を「バリ取り」という。
バリは前加工の工具の磨耗状態で、変化したり、様々な場所に発生する。
従来は職人が顕微鏡を覗きながら手作業にて対応していたが、昨今は製造業のスマートファクトリー化の潮流もあり、工作機械やロボットによってバリ取りを自動化するケースも増えてきている。

## バリ取りの種類
- バレル研磨
- 化学研磨（英語版）
- サーマルデバリング
- ショットブラスト
- 磁気バレル
- 超音波バリ取り
- 手動
- 研磨
- 電解処理
- 電解研磨（英語版）
- ウォータージェット

## 記念日
ジーベックテクノロジーは、8月10日を「バリ取りの日」に制定し、日本記念日協会により認定された。